# Addison (namn)
Addison är ett engelskt namn som används  både som efternamn och som förnamn, och som förnamn av både män och kvinnor. Det var ursprungligen ett patronymikon med betydelsen son till Addis, som är ett smeknamn bildat från namnet Adam. Med efternamnet som utgångspunkt har ett antal geografiska namn bildats, främst i engelsktalande länder.
Namnet förekommer med olikastavningar i Sverige i begränsad omfattning.
Följande uppgifter är hämtade från offentlig statistik tillgänglig i juli 2016. För förnamnen betecknar det första talet totala antalet personer med namneet, det andra antalet personer med namnet som tilltalsnamn eller första förnamn. 
- Addison: Efternamn 18, mansnamn 8/0, kvinnonamn 5/1
- Adison: Efternamn 5, mansnamn  13/10, kvinnonamn 1/0
- Adisson: Efternamn 0, Mansnamn 2/2, kvinnonamn 0/0
- Addisson: Efternamn 0, mansnamn 1/1, kvinnonamn 0/0

Totalt: Efternamn 23, mansnamn 24/13, kvinnonamn 6/1 

## Personer med efternamnet Addison
- Christopher Addison, 1:e viscount Addison (1869–1951), engelsk läkare och politiker
- Joseph Addison (1672–1719), engelsk författare och politiker
- Thomas Addison (1793–1860), engelsk läkare som givit namn till Addisons sjukdom

## Personer med förnamnet Addison

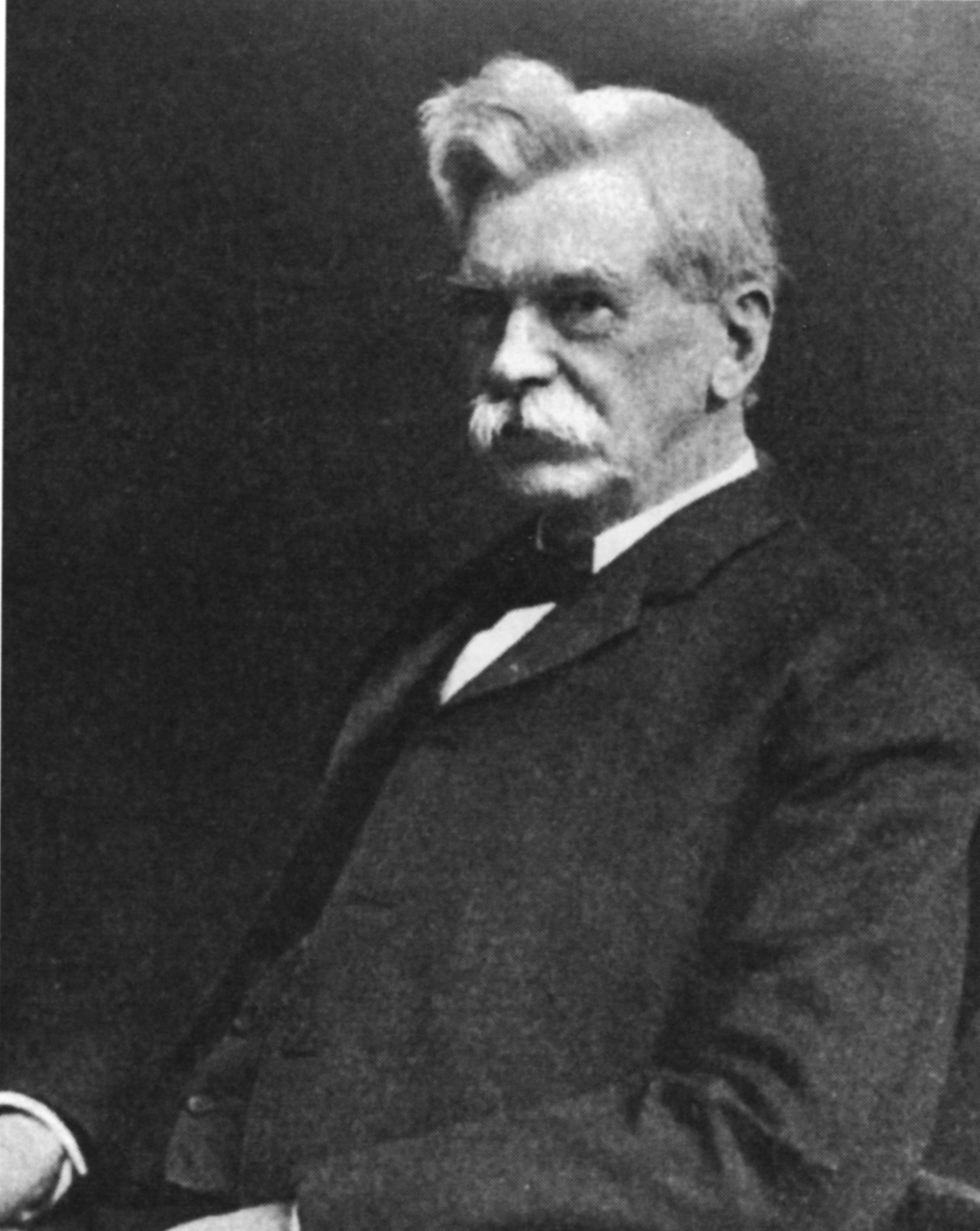
Addison Emery Verrill

### Män
- Addison G. Foster (1837–1917), amerikansk politiker, republikan, senator för Washington
- Addison Richards (1902–1964), amerikansk skådespelare
- Addison Emery Verrill (1839–1926), amerikansk zoolog

### Kvinnor
- Addison Timlin (född 1991), amerikansk skådespelare